# دون فرينش
دون فرينش (بالإنجليزية: Dawn French)‏ (و. 1957  م) هي ممثلة هزلية، وروائية، وكاتِبة، وممثلة مسرحية، وممثلة أفلام بريطانية.

## التعليم
تعلمت في المدرسة المركزية للخطابة والدراما ‏.

## وصلات خارجية
- دون فرينش على موقع IMDb (الإنجليزية)
- دون فرينش على موقع الموسوعة البريطانية (الإنجليزية)
- دون فرينش على موقع ألو سيني (الفرنسية)
- دون فرينش على موقع ميوزك برينز (الإنجليزية)
- دون فرينش على موقع أول موفي (الإنجليزية)
- دون فرينش على موقع قاعدة بيانات الأفلام السويدية (السويدية)
- دون فرينش على موقع إن إن دي بي (الإنجليزية)
- دون فرينش على موقع ديسكوغز (الإنجليزية)
- دون فرينش على موقع قاعدة بيانات الفيلم (الإنجليزية)
- دون فرينش على موقع كينوبويسك (الروسية)